# Al posto del mondo
Al posto del mondo è un brano musicale della cantante italiana Chiara Civello pubblicato come singolo il 15 febbraio 2012 dall'etichetta discografica Intersuoni Srl. Il brano è il primo singolo estratto dall'album Al posto del mondo.
Il brano, scritto dalla stessa Civello insieme a Diana Tejera, ha partecipato al Sessantaduesimo Festival della Canzone Italiana di Sanremo. La sua partecipazione al Festival è stata annunciata il 15 gennaio 2012. Durante la quarta serata della competizione canora il brano è stato cantato in duetto con Francesca Michielin. Nella stessa serata la canzone è stata eliminata dal televoto non accedendo quindi alla finale.
Il singolo ha raggiunto la trentaduesima posizione dei singoli più venduti in Italia.
Successivamente al Festival di Sanremo è stato pubblicato anche il videoclip del singolo.
Chiara Civello è la testimonial della Range Rover Evoque. Ha utilizzato la vettura, nel videoclip del singolo Al posto del mondo, pubblicato sul sito Vevo dell'artista il 29 febbraio 2012.
Il featuring di fisarmonica, per la produzione discografica, è di Marco Lo Russo.

## Controversia
Secondo quanto riportato da diversi siti web, Al posto del mondo non sarebbe un brano inedito come vorrebbe il regolamento del Festival, ma sarebbe stato già presentato nel 2010 alle selezioni di Sanremo Giovani 2010 da Daniele Magro, ex concorrente di X Factor. Magro aveva ricevuto il brano dalle autrici, la Civello e Diana Tejera, per la registrazione di un album, che alla fine non vide la luce. Informato della questione, il direttore artistico Gianmarco Mazzi ha dichiarato: "La Rai, che ha investigato sul caso, ci ha detto che non esistevano estremi per la squalifica del brano".

## Tracce
Download digitale
1. Al posto del mondo - 3:51

## Classifiche
| Classifica (2012) | Posizione massima |
| ----------------- | ----------------- |
| Italia            | 32                |